# Tianjin Sea Gull Watch Manufacturing Group
Tianjin Sea Gull Watch Manufacturing Group est une entreprise horlogère chinoise, fondée à Tianjin en  1955.
Seagull est actuellement le plus grand fabricant de montres et de mouvements industriels en Chine. L'entreprise produisait le plus de montres mécaniques au monde en 2010.

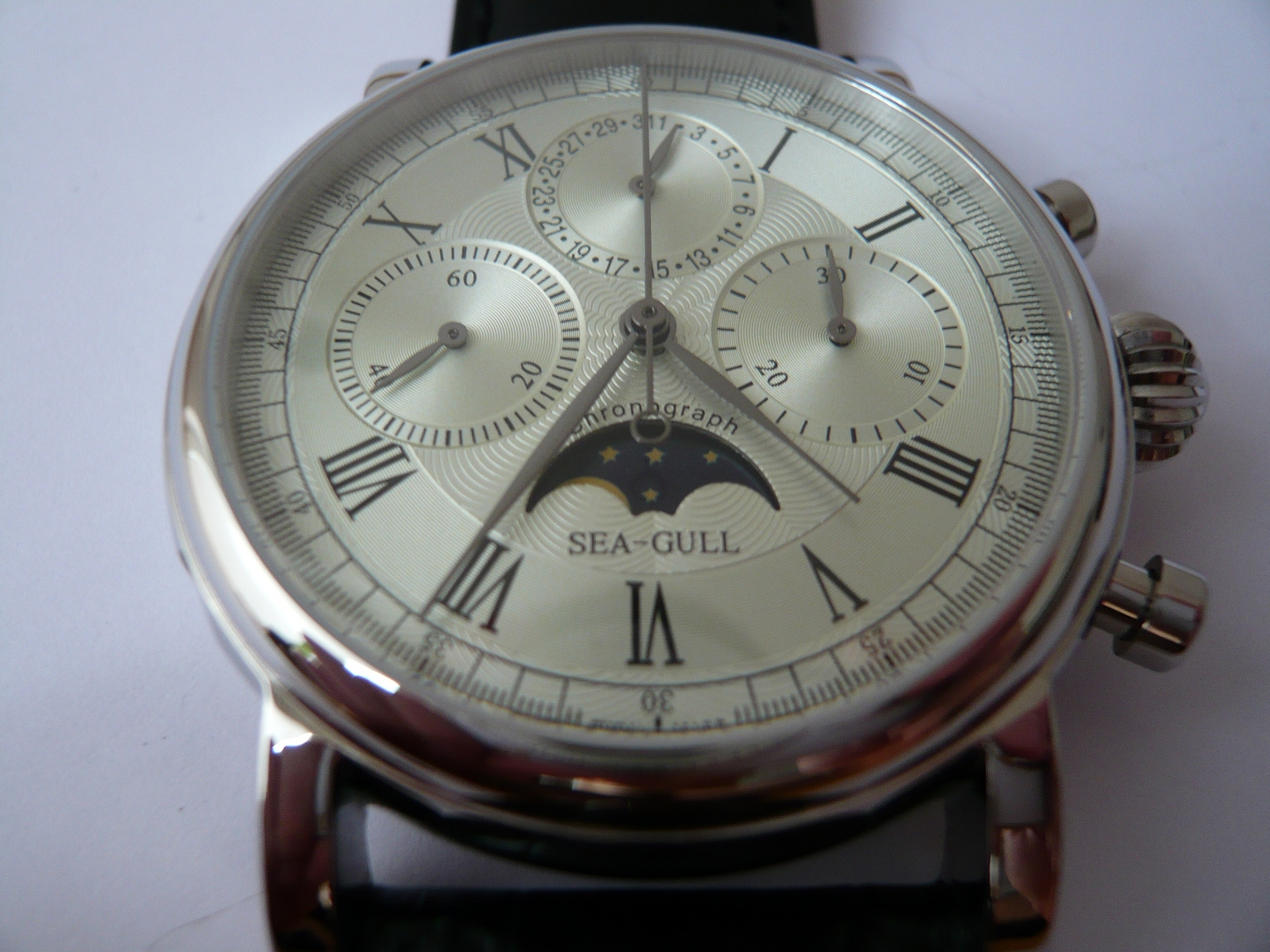
Une montre Wristwatch de la marque Sea-Gull

| Année        | Nom de la marque         |
| ------------ | ------------------------ |
| 1955-1958    | WuXing ("cinq étoiles")  |
| 1958-1966    | WuYi ("51")              |
| 1966-1974    | Dong Feng ("vent d'est") |
| 1974-present | Sea-Gull                 |

## Histoire
Le gouvernement chinois a lancé un projet national au début de 1955 dans le but d'établir une industrie horlogère dans la partie nord du pays. En 1957, en s'appuyant sur la technologie de base de la première montre Wuxing (cinq étoiles), la montre "51" (Wuyi) a été rapidement lancée. Il s'agissait de la première montre commercialisée en Chine.
Initialement établie sous le nom de Wuyi Watch Factory en 1958, l'entreprise fut ensuite connue sous le nom de Tianjin Watch Factory après avoir déménagé en 1962. Plusieurs années plus tard, le groupe Sea-Gull Watch, communément appelé "Seagull", fut fondé à Tianjin.
En 1965, Seagull développe son premier chronographe, spécifiquement pour l'Armée de l'Air.
La marque pénètre le marché international en 1973 avec la montre Dongfeng (vent d'Est).
En 2005, Seagull conçoit et développe sa première montre mécanique à tourbillon, puis en 2006, elle développe sa première montre mécanique à double répétition minutes. Seagull finit par exposer publiquement sa première montre à calendrier perpétuel en 2007, ce qui lui permet de maitriser les "trois grandes complications" de l’horlogerie.
Seagull participe au salon Baselworld Watch and Jewellery en 2008 en présentant un double tourbillon ou en 2009 pour présenter sa première montre-bracelet à répétition minutes triple calendrier perpétuel à complication élevée.
La présentation de leur double tourbillon en 2008 a valu à Seagull d’être accusé de contrefaçon par une marque Suisse. Après expertise, il est révélé qu’aucune similitude n’existe entre les deux marques et que Seagull dispose d’une construction originale.